# 세이우친
《세이우친》은 쾌걸 근육맨 2세에 등장하는 초인이다.

## 프로필
- 출신 : 아일랜드
- 신장 : 193cm
- 체중 : 145kg
- 초인강도: 91만 파워
- 좋아하는 음식 : 물고기, 얼음

## 소개
바다코끼리를 모티브로 한 초인으로, 레게파마를 하고 다닌다. 첫 등장시에는 레게파마를 하지 않았지만, 나중에 MAX맨 전부터 하게 된다. 근육 만타로를 형님이라고 부른다. 투니버스판 이름은 물개맨. 성우는 야마자키 타쿠미/최준영(투니버스), 박준원(대원방송).

## 행적
헤라클레스 팩토리를 수석으로 졸업해서 잘난척하는 가젤맨에 비해 차석으로 졸업했지만, 늘 겸손하고 착한 심성 때문에 늘 지기만 한다. 특히 어머니와 동생, 그리고 친구들을 끔찍히 생각한다. 근육 만타로 대신 MAX맨과 싸우지만 나중에 근육 만타로를 위해서 MAX맨의 필살기를 받고 결국 패배하면서 근육 만타로에게 처음으로 우정의 힘을 느껴준 장본인. 세이우친이 없었으면 근육 만타로는 무서운 MAX맨을 쓰러뜨리지 못했을 것이다.